# Gogangra
Gogangra es un género de peces de la familia Sisoridae. Las especies se distribuyen en los drenajes del Ganges, Meghna y Brahmaputra, India y Bangladés. G. viridescens se conoce en los drenajes del Ganges y Brahmaputra de la India y Bangladés. Fue descrito por Tyson R. Roberts en 2001.

## Especies
- Gogangra laevis Ng, 2005
- Gogangra viridescens (Hamilton, 1822)